# Маслєнніков Павло Андрійович
Павло Андрійович Маслєнніков (12 липня 1921 у с. Шубіно Горьковської тепер Нижегородської обл., Росія — 23 червня 2019 м. Харків) — український та радянський педагог і організатор освіти, Заслужений вчитель УРСР, Герой Соціалістичної Праці, ветеран Великої Вітчизняної війни, доцент кафедри наукових основ управління школою (1982) Харківського педагогічного інституту (нині — Харківський національний педагогічний університет імені Г. С. Сковороди).

## Життєпис
- 1938 р. — закінчив шестимісячні курси з підготовки вчителів початкових класів у м. Павлов Горьківської області (Росія);
- У вересні 1938 р. — очолив Юр'євецьку початкову школу;
- 1940 р. — курсант Москвського Червонопрапорного піхотного військового училища (був вартовим посту № 1 біля Мавзолею В. І. Леніна);
- 7 листопада 1941 р. — учасник Військового параду на Красній площі у Москві, після якого прийняв перший бій, захищаючи столицю;
- 1941—1942 рр. — брав участь у битві під Москвою під час Великої Вітчизняної війни;
- 1942—1943 рр. — брав участь Сталінградській битві;
- У 1946 р. — оселився в Харкові й влаштувався вихователем групи спеціалізованого ремісничого училища № 4;
- Із 1947 по 1949 рр. — завідувач відділу культпросвітроботи при виконкомі Євласівської райради в с. Євласи Марійської АРСР;
- 1952 р. — закінчив Харківський педагогічний інститут (нині — Харківський національний педагогічний університет імені Г. С. Сковороди)[1];

У системі народної освіти обіймав посади:
- завідувач навчальної частини середньої школи № 13;
- заступник завідувача Харківського міського відділу народної освіти (1953–1958);
- 1958 по 1982 рр. — директор загальної середньої школи № 3 із поглибленим вивченням англійської мови.